# Isak Jeremiassen
David Peter Isak Jeremiassen (* 16. Februar 1863 in Kingittoq; † 4. August 1920 ebenda) war ein grönländischer Landesrat.

## Leben
Isak Jeremiassen war der Sohn des Jägers Emanuel Niels Hans Jeremiassen (1831–?) und seiner Frau Pauline Rebekka Kirstine Christiansen (1839–?). Er war ab dem 22. Juli 1886 verheiratet mit Charlotte Debora Karen Ane Frederiksen (1862–?). Am 2. August 1903 heiratete er in zweiter Ehe Bolette Inger Mariane Kaspersen (1881–?).
Er war Jäger. Von 1911 bis 1916 war Isak Jeremiassen in der ersten Legislaturperiode Mitglied des nordgrönländischen Landesrats. Er starb 1920 im Alter von 57 Jahren an einer Lungenentzündung.